# Математичний інститут Клея
Математичний інститут Клея (англ. Clay Mathematics Institute (CMI)) — приватна некомерційна організація, розташована в Кембриджі, штат Массачусетс. Заснована 1998 року бізнесменом Лендоном Клеєм (Landon T. Clay) і математиком з Гарварда Артуром Яффі.
Інститут підтримує роботу провідних вчених на різних етапах їх кар'єри та організовує конференції, семінари та щорічну літню школу. Сучасні прориви в математиці віздначаються щорічною премією Клея.
Основні цілі та завдання:
- збільшити та поширити математичні знання
- повідомити про нові відкриття у галузі математики
- заохочувати обдарованих студентів
- щоб визнати надзвичайні досягнення та успіхи у галузі математичних досліджень

Саме тому інститут видає різні нагороди та спонсорує багатообіцяючих математиків. Інститут був заснований в 1998 року за спонсорство бізнесмена Лендона Т. Клея. Математик Гарварду — Артур Яффі — був першим президентом цього інституту.
Структура інституту цілком звичайна — рада директорів, яка приймає рішення про нагородження та виділення грантів, та науковий комітет, який має схвалити рішення ради директорів. Станом на 2006 рік рада директорів складається з членів родини Клеев (включаючи самого Лендона Клея), а в науковий комітет входять провідні математики країни — сер Ендрю Вайлс,  Юм-Тон Сіу, Мелроуз, Річард, Саймон Дональдсон, Григорій Маргуліс та ін.

## Проблеми тисячоліття
Інститут став відомим після оголошення 24 травня 2000 списку Проблем тисячоліття (Millennium Prize Problems). Ці сім проблем визначені як «важливі класичні задачі, рішення яких не знайдено от уже протягом багатьох років». За рішення кожної з задач запропоновано приз в 1 000 000 доларів США. Анонсуючи приз, інститут Клея провів паралель зі списком проблем Гільберта, представленим в 1900 році, та зробив істотний вплив на математиків XX століття. З 23 проблем у списку більшість вже вирішені, та лише одна — гіпотеза Рімана, увійшла в список інституту Клея. Наприкінці XX століття математики намагалися сформулювати подібні стратегічні завдання на наступне, XXI століття. Так, у травні 2000 року експерти Математичний інститут Клея відібрали сім найважливіших проблем сучасної математики. Кількість проблем у переліку (сім) було обрано виходячи з того, що засновник інституту, виділив на премії сім мільйонів доларів — по мільйону за вирішення кожної проблеми.
Список цих проблем:
- P проти NP

Проблема рівності класів складності P і NP є однією з найважливіших проблем теорії алгоритмів, і має багато далекосяжних наслідків у математиці, філософії й криптографії (дивись Наслідки рівності класів P і NP). Нехай Р — алгоритм, який дає відповідь за поліноміальний час (тобто час реалізації алгоритму є щонайбільше поліноміальною функцією параметрів входу). Чи є поліноміальним час алгоритму NP перевірки вказаного розв'язку? Чи справедливо, що Р = NP?
- Гіпотеза Ходжа

Важлива проблема алгебраїчної геометрії. Гіпотеза описує класи когомологій на комплексних проєктивних многовидах, реалізовані алгебраїчними підмноговидами. На несингулярному комплексному проєктивному алгебраїчному многовиді будь-який клас Ходжа є раціональною лінійною комбінацією класів алгебраїчних циклів.
- Гіпотеза Пуанкаре

Вважається найвідомішою проблемою топології. Неформально кажучи, вона стверджує, що всякий «тривимірний об'єкт», що має деякі властивості тривимірної сфери (наприклад, кожна петля всередині нього стягується), має бути сферою з точністю до деформації. Тобто, будь-який замкнений однозв'язний тривимірний многовид є гомеоморфним до тривимірної сфери.
- Гіпотеза Рімана

Ця гіпотеза стверджує, що всі нетривіальні нулі дзета-функції Рімана мають дійсну частину 1/2. Її доведення або спростування буде мати далекосяжні наслідки для теорії чисел, особливо, в частині розподілу простих чисел. Гіпотеза Рімана була частиною восьмої проблеми Гільберта.
- Теорія Янга-Мілса[en]

Задача походить із галузі фізики елементарних частинок. Потрібно довести, що для будь-якої простої компактної каліброваної групи G квантова теорія Янга — Мілса для простору R4 існує й має ненульовий дефект маси. Це твердження відповідає експериментальним даним і чисельному моделюванню, однак довести його дотепер не вдалося.
- Рівняння Нав'є — Стокса

Рівняння Нав'є — Стокса — це система рівнянь, що описують рух в'язкої рідини, одна з найважливіших задач гідродинаміки. Незважаючи на важливість задачі, існування гладких розв'язків зі скінченною кінетичною енергією математично не доведено.
- Гіпотеза Берча і Свіннертона-Даєра

Гіпотеза пов'язана з рівняннями еліптичних кривих і множиною їхніх раціональних розв'язків. Для будь-якої еліптичної кривої на множині раціональних чисел порядок нуля її L-функції в одиниці дорівнює рангу абелевої групи раціональних точок на кривій.
Деякі з математиків були залучені до вибору сімох проблем, а саме: Майкл Атія, Енріко Бомб'єрі, П'єр Рене Делінь, Чарльз Фефферман, Джон Мілнор, Девід Мамфорд, Ендрю Джон Вайлс і Едвард Віттен.
Правила нагородження гнучкі, вони передбачають різні ситуації, наприклад і такі, як формулювання простого контрприкладу, що приводить до переформулювання проблеми. Розв'язання, якому може бути присуджено премію, потрібно опублікувати в одному з визначених журналів, і його мають вивчати фахівці протягом двох років. Після закінчення цього періоду Наукова консультативна рада буде вирішувати, чи розглядати автора розв'язання як претендента на присудження премії.
Станом на березень 2010 року одна з сімох проблем тисячоліття (гіпотеза Пуанкаре) вирішена. Премія за доказ гіпотези Пуанкаре присуджена російському математику Г. Я. Перельману, що опублікував 2002 року серію робіт, яка доводить вихідну гіпотезу. Однак, Григорій Перельман відмовився прийняти премію та грошовий приз, сказавши: «У мене є все, чого я хочу».

## Інша діяльність
Крім того інститут Клея виплачує стипендії (терміном від 2 до 5 років) молодим математикам, а також короткострокові гранти для досліджень та написання книг. За найзначніший прорив у галузі математичних досліджень присуджують щорічну премію. Нарешті, Інститут Клея у великій кількості організовує курси вдосконалення, конференції, семінари та публічні лекції.